# Cove (Texas)
Cove és una població dels Estats Units a l'estat de Texas. Segons el cens del 2000 tenia 323 habitants.

## Demografia
Segons el cens del 2000, Cove tenia 323 habitants, 125 habitatges, i 91 famílies. La densitat de població era de 102,2 habitants/km².
Dels 125 habitatges en un 40% hi vivien nens de menys de 18 anys, en un 56% hi vivien parelles casades, en un 10,4% dones solteres, i en un 26,4% no eren unitats familiars. En el 21,6% dels habitatges hi vivien persones soles el 4,8% de les quals corresponia a persones de 65 anys o més que vivien soles. El nombre mitjà de persones vivint en cada habitatge era de 2,54 i el nombre mitjà de persones que vivien en cada família era de 2,93.
Per edats la població es repartia de la següent manera: un 26% tenia menys de 18 anys, un 8,7% entre 18 i 24, un 34,1% entre 25 i 44, un 23,2% de 45 a 60 i un 8% 65 anys o més.
L'edat mediana era de 36 anys. Per cada 100 dones de 18 o més anys hi havia 99,2 homes.
La renda mediana per habitatge era de 44.750 $ i la renda mediana per família de 49.286 $. Els homes tenien una renda mediana de 44.219 $ mentre que les dones 30.625 $. La renda per capita de la població era de 24.514 $. Aproximadament el 6,7% de les famílies i el 10,7% de la població estaven per davall del llindar de pobresa.

## Poblacions més properes
El següent diagrama mostra les poblacions més properes.